# Panusaya Sithijirawattanakul

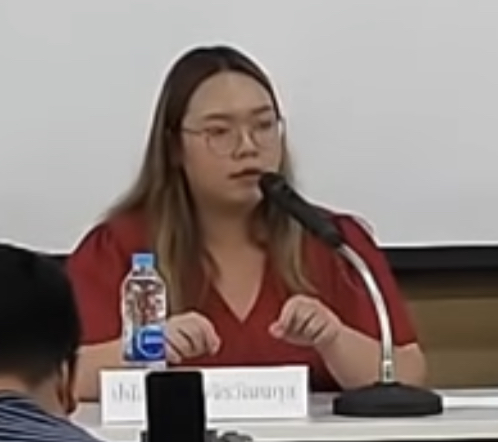
Panusaya Sithijirawattanakul (2020)

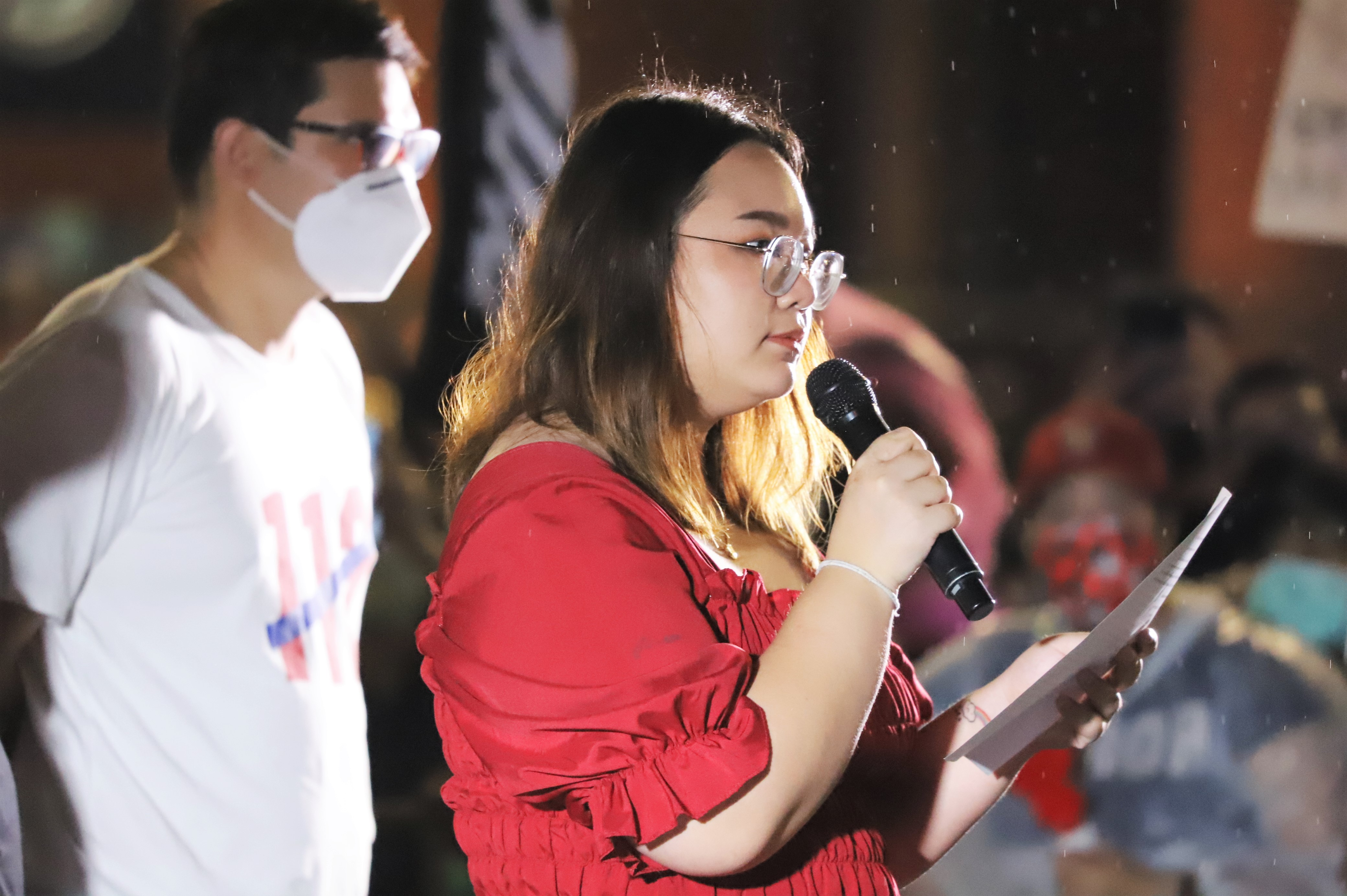
Rung beim Ratchaprasong Protest (2021)

Panusaya „Rung“ Sithijirawattanakul (thailändisch ปนัสยา สิทธิจิรวัฒนกุล; geb. 15. September 1998 in Nonthaburi) ist eine thailändische Bürgerrechtlerin. Sie stieg 2020 zur Anführerin der Studentenproteste gegen König Maha Vajiralongkorn und Regierungschef Prayut Chan-o-cha auf.

## Leben
Sithijirawattanakul wuchs behütet, in bürgerlichen Verhältnissen auf; sie hat zwei Schwestern.

## Wirken
Ihr politisches Engagement begann nach einem Schlüsselerlebnis in der Schule, bei dem Mitschüler von einem Lehrer mit einem Lineal auf die Fingernägel geschlagen wurden. Sie war nicht mehr bereit, die Regeln, Hierarchien, Traditionen und Institutionen der aus ihrer Sicht verkrusteten thailändischen Gesellschaft zu akzeptieren. Nach der Festnahme des Menschenrechtsanwalts Anon Nampa wegen seiner Forderung nach Abschaffung eines Gesetzes zur Majestätsbeleidigung stellte sie sich fortan öffentlich gegen den König. Sie sagte einmal hierzu: „Also dachte ich, einer muss es ja tun. Denn wir können jetzt nicht mehr zurück hinter die Forderungen, die wir gestellt haben – sonst haben wir verloren.“ Damit ging sie ein nicht unerhebliches Risiko ein, da das Gesetz bis zu 15 Jahre Haft vorsieht. Seit ihrem Auftritt im September 2020 in Bangkok stieg Sithijirawattanakul zum bekannten Gesicht der königs- und regierungskritischen Proteste auf. Sie fordert dabei keineswegs die Abschaffung der Monarchie, sondern, nach britischem Vorbild, das Recht, sich kritisch zur Monarchie äußern zu dürfen. Anders als viele ihrer Mitstreiter und auch der Regimekritiker Wanchalarm Satsaksit, der verschleppt wurde und bis heute verschwunden ist, konnte Sithijirawattanakul lange einer Bestrafung entgehen. Am 15. Oktober 2020 wurde sie in Bangkok verhaftet. Am 31. Oktober wurde sie aus der Haft entlassen, jedoch nach weiterer Befragung durch die Polizei ins Krankenhaus eingeliefert. Am 25. November 2020 wurde sie mit 15 anderen Aktivisten auf Grund des Gesetzes zur Beleidigung des thailändischen Königs angeklagt. Nachdem sie wegen Majestätsbeleidigung inhaftiert wurde, begann sie am 30. März 2021 einen Hungerstreik. Nachdem dieser 35 Tage andauerte wurde ihr Kaution gewährt, jedoch zwischenzeitlich mehrmals inhaftiert.  Im November 2021 urteilte das thailändische Verfassungsgericht das die Reformbemühungen von Sithijirawattanakul einem Putschversuch gleichkämen. Daraufhin wurde ihr eine Entlassung auf Kaution aus der Untersuchungshaft zunächst verweigert. Anfang Dezember 2021 wurde ihr dann Kaution in vier Fällen von Majestätsbeleidigung gewährt, unter anderem damit sie an Universitätsexamen teilnehmen kann. Danach wurde die Kaution ein weiteres Mal bis Mai 2022 verlängert.